# Google Analytics
Google Analytics (съкратено GA) е безплатна уеб услуга, предоставена от Google за съставянето на детайлна статистика за посетителите на уебсайтове. Статистиката се събира на сървъра на Google, а тези които го използват само слагат свой JavaScript код на страниците на своя уебсайт.
Безплатната версия е ограничена до гледането на 10 млн. страници месечно. На тези които ползват активният акаунт Google AdWords се предоставя възможността да преглеждат неограничен брой страници. Особеността на обслужването е в това, че администраторите на уеб сайтовете могат да оптимизират рекламните и маркетингови кампании на Google AdWords с помощта на анализираните данни, получени от GA за това от къде идват посетителите, колко дълго присъстват на сайта и къде се намират по географски принцип. Обслужването е интегрирано с Google AdWords. Клиентите виждат групи с обяви, които излизат от ключовите думи в отчетите. Също така са достъпни различни възможности, включително и разделянето на посетителите на групи.
Ползващите услугата определят сами целите и функциите. Целта може да бъде страницата за продажби, показването на определен брой страници и други. Ползвайки този инструмент, маркетолозите могат да разберат коя от рекламните им кампании е най-успешна и да намерят нови начини за привличане на необходимата им аудитория.

## История
Услугата Google Analytics е продължение на аналитичната система Urchin on Demand на компанията Urchin Software, закупена от Google през април 2005 година. Google все още предоставя отделни приложения на Urchin. Клиентите на Urchin се обезпечават със същата поддръжка на програмния продукт, както и преди купуването от корпорация Google, новата бета версия на програмата е пусната на пазара през октомври 2007 година. В услугата са довнесени идеите на Adaptive Path, чийто продукт Measure Map е бил изкупен и получил името Google Analytics през 2006 година.
Началната регистрация на услугата с марка Google е била започната през ноември 2005 година. Заради огромния наплив на посетители, новите регистрации са спрени няколко дни след пускането. С увеличението на мощностите, Google въвежда регистрация по покана.
От средата на август 2006 година услугата вече е достъпна за всички желаещи. Новата версия на потребителския интерфейс е пусната на 17 май 2007 година. Всеки потребител може да добави до 50 профила на сайтове. Всеки профил обикновено съответства на един сайт.
Google Analytics показва основната информация в лентата с инструменти, още по-подробна информация може да бъде получена във вид на доклад. Съществуват над 80 вида настройки за доклади.
През октомври 2011 година Google решават да осигурят по-безопасно сърфиране на своите посетители и това дава отражение и на Google Analytics. Безплатни (organic) думи, с които посетителите влизат в сайта са показани като not provided. Но все още е възможно да се засече, че те са от органичен трафик, както и страницата, която разглеждат в реално време и още данни като използвано устройство (настолен компютър, таблет, мобилен телефон) и локация по IP. При някои търсещи машини и през 2016 се показват думите, с които са влезли посетителите и това позволява на оптимизатора на сайта да разбере доколко ефективна е работата му. Скритите (not provided) думи можем да намерим макар и с известно закъснение в Google Webmaster Tools (преименувано през 2015 г. на Search Console(.
Google Analytics извършва събиране на различни данни за посетителите на сайтовете, в които е поставен кода му чрез бисквитки (cookies). Европейска директива за бисквитките задължава сайтове, които събират такъв тип информация да информират своите посетители. От тези събрани данни зависи вида на показваните реклами в Google Display Network, зависи също и дали ни бъдат показвани реклами с цел ремаркетинг.
Google Analytics позволява също проследяване на ефективността от различни спонсорирани постове в социални мрежи и отчитане на възвърнатите средства от направената инвестиция. Ето затова продуктите на Google са удобни за проследяване на ефективността на платени реклами във Facebook.
Има много безплатни ресурси за конфигуриране и прецизиране на събираните данни, които можете да намерите във връзките по-долу.